# Bromus porphyranthos
Bromus porphyranthos är en gräsart som beskrevs av Thomas Arthur Cope. Bromus porphyranthos ingår i släktet lostor, och familjen gräs. Inga underarter finns listade i Catalogue of Life.